# Drámai költemény
A drámai költemény az irodalomban a romantika sajátos keverékműfaja.
A drámai költemény sajátos formában írt költői mű, melyben a drámaiság a gondolati lírának van alárendelve.
Az ilyen műfajú művek általában az emberiség, a filozófia nagy, végső kérdéseivel foglalkoznak, ezért emberiségdrámáknak is nevezzük őket.
A műfaj eredeteként a középkori misztériumi játékokat szokták emlegetni, előfutára Dante Isteni színjátéka volt, de az emberiségköltemények kialakulásához vezető úton jelentős szerepet játszott Milton Elveszett paradicsom című műve is.
A drámai költemény – mint műfaj – csúcspontjaként Goethe Faustját szokás emlegetni, minek hatására kibontakozott az emberiségköltemények első hulláma (Byron: Manfréd, Káin; Percy Bysshe Shelley: A megszabadított Prométheusz).
A drámai költeményben – csakúgy, mint a barokk eposzokban  is –, a keresztény hitregék túlvilágról szóló elképzelései gyakran az antik mitológiával vegyülnek. Az európai művelődés e két alappillére mellett legtöbbször szerepet kapnak a középkor mágikus hiedelmei és a népi babonák is. (Goethe: Faust, Dante: Isteni színjáték)
A magyar irodalomban két nagy drámai költeményt tartunk számon: Vörösmarty Mihály Csongor és Tündéjét, és Madách Imrétől Az ember tragédiáját.
Az emberiségdrámákat típusukat tekintve a kétszintes drámához szokás sorolni.